# Olga Guiria
Olga Aleksandrovna Guiria (en russe, Ольга Александровна Гиря, en anglais : Olga Girya, née le 4 juin 1991 à Languepas, en URSS) est une joueuse d'échecs russe, grand-maître international féminin des échecs.

## Biographie et carrière

### Compétitions de jeunes
Olga Guiria participe à son premier tournoi international en 2005 à Salekhard (en Russie), lors de la Coupe de Arctique. Elle remporte la compétition sur un score parfait de neuf parties jouées pour neuf parties gagnées. Elle réitère ce score en 2007, au championnat de Russie dans la catégorie des filles de moins de 16 ans. En 2009, Olga Guiria remporte le championnat d'Europe d'échecs de la jeunesse à Fermo, en Italie, et le championnat du monde d'échecs de la jeunesse de Kemer (Antalya), cette fois dans la catégorie des filles de moins de 18 ans. 
Elle accroche plusieurs performances à son palmarès, comme une seconde place au championnat d'Europe des jeunes féminines (moins de 18 ans) à Herceg Novi en 2008, au Championnat du monde d'échecs junior de 2007, mais aussi lors de ces compétitions dans la catégorie des filles de moins de 20 ans, à Chotowa, en Pologne (2010) et à Chennai, en Inde, l'année suivante. Elle accroche aussi une troisième place un peu plus tôt au championnat du monde d'échecs junior féminin dans la catégorie des filles de moins de 18 ans, lequel se déroule à Vung Tau (Viêt Nam) en 2008.

### Titres décernés par la Fédération internationale
Olga Guiria devient maître international féminin (MIF) en 2006 et grand maître international féminin (GMF) en 2009.

### Championne de Russie
En 2019, Guriria remporte le championnat de Russie féminin.

### Championnats du monde féminins
| Année | Lieu                    | Résultat                            | Ultime adversaire | Adversaires battues |
| ----- | ----------------------- | ----------------------------------- | ----------------- | ------------------- |
| 2012  | Khanty-Mansiïsk, Russie | deuxième tour                       | Marie Sebag       | Iweta Rajlich       |
| 2015  | Sotchi                  | deuxième tour                       | Valentina Gounina | Ekaterina Atalik    |
| 2017  | Téhéran                 | troisième tour                      | Ju Wenjun         | Antoaneta Stefanova |
| 2018  | Khanty-Mansiïsk         | premier tour                        | Zhai Mo           |                     |
| 2021  | Sotchi (coupe du monde) | deuxième tour (exempte au 1er tour) | Leïa Garifoullina |                     |

En 2017, Guiria fut qualifiée directement pour le deuxième tour car son adversaire Cristina-Adela Foișor mourut peu avant le début du championnat du monde.

### Avec l'équipe nationale russe
Olga Guiria participe à l'olympiade de 2010 avec la deuxième équipe nationale féminine russe (la Russie avait trois équipes à l'olympiade disputée en Russie). En 2014, elle joue au quatrième échiquier de l'équipe russe. Elle est remplaçante (« échiquier de réserve ») lors des olympiades féminines de 2016 et 2018.